# Danzhou
Danzhou (chinois : 儋州市 ; pinyin : Dānzhōu shì) est une ville du nord-ouest de la province chinoise insulaire de Hainan. C'est une ville-district administrée directement par la province.

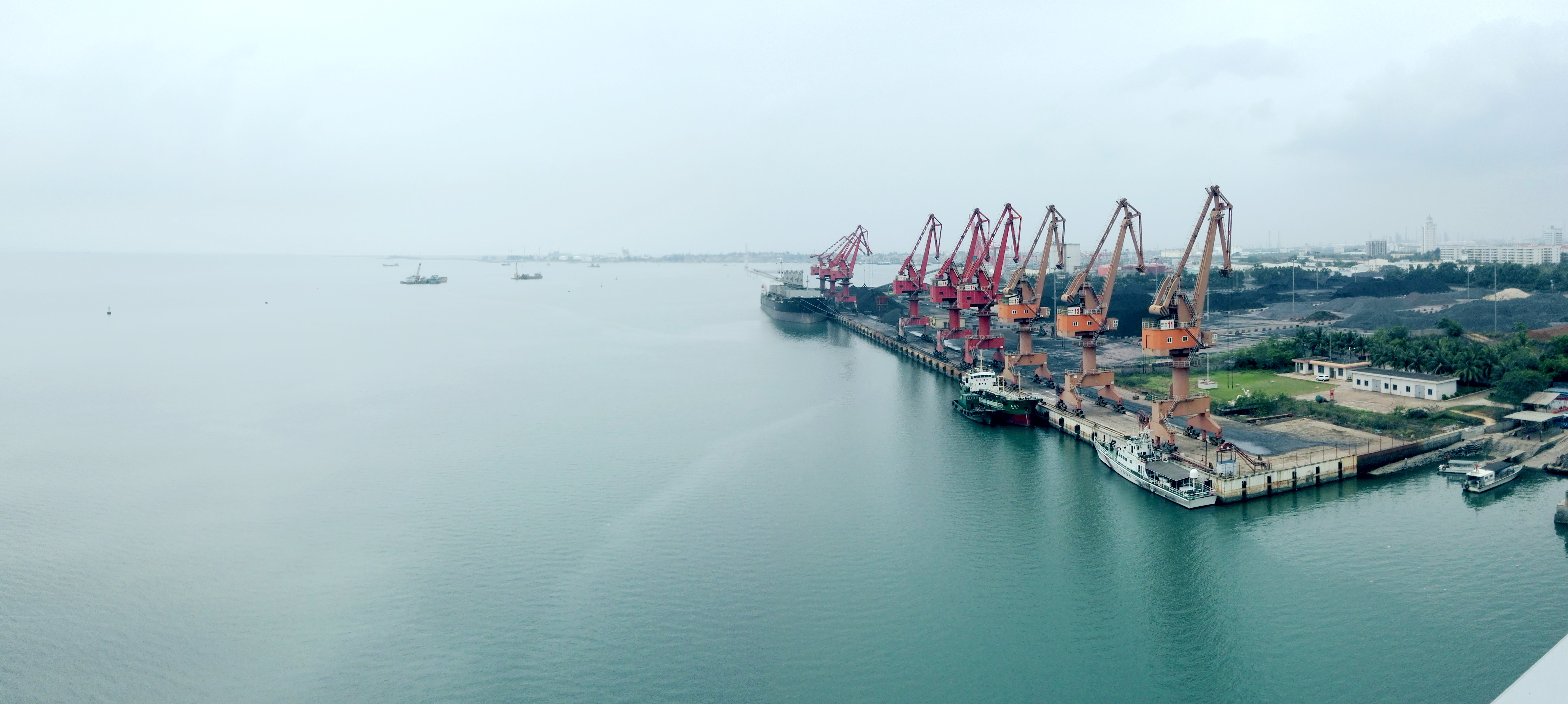
Port Yangpu

## Démographie
La population du district était de 829 567 habitants en 1999.
On y parle en grande partie le danzhouhua (700 000 locuteurs, principalement réparti entre Danzhou et la côté du xian autonome li de Changjiang voisin) une langue chinoise non classifiée qui était autrefois classée dans les langues cantonaises ou yue.

## Géographie
Située au Nord-Ouest de l'île de Hainan, sa pointe ouest est bordée par le xian autonome li de Changjiang au sud de sa partie côtière, le Xian autonome li de Baisha, le xian de Lingao au Nord-Est, le xian de Chengmai à l'Est et le xian autonome li et miao de Qiongzhong au Sud-Est.

## Transport

### Aérien
L'aéroport Danzhou Ouest (儋州西庆通用机场), à double usage civil et militaire
L'aéroport international de Danzhou (儋州国际机场), actuellement en construction, qui devrait ouvrir en 2018 et comporter notamment des vols vers Pékin.

### Ferroviaire
la ville-préfecture comporte trois gares sur la LGV périphérique Ouest de Hainan :
- Gare de Yintai (zh) (银滩站), situé dans le Bourg de Guangcun (zh) ;
- Gare de Baimajing (zh) (白马井站), situé dans le Bourg de Baimajing (zh) ;
- Gare de Haitou (zh) (海头站), situé dans le Bourg de Haitou (zh).

Ainsi que deux gares sur la ligne ferroviaire périphérique Ouest de Hainan :
- Gare de Danzhou (儋州站) ;
- Gare de Bayi (八一站)

### Routier
Elle est traversée par les routes nationales G98 et 225国道, et les routes provinciales S308, S306, S307 et S315.